# 아다치 지요노

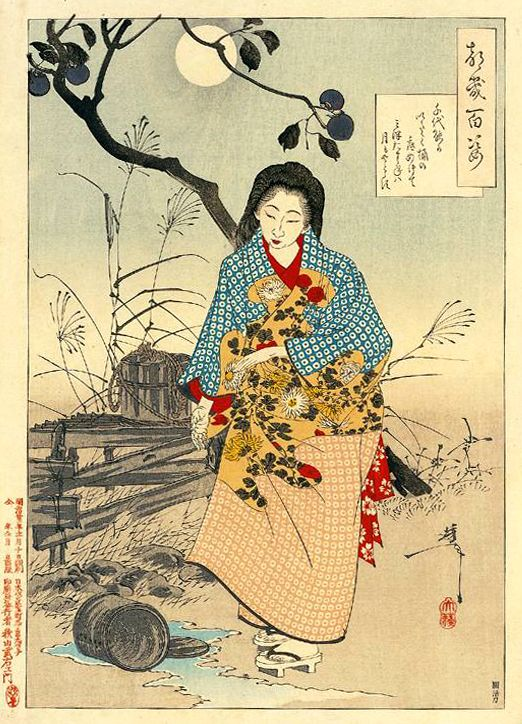
치요노 (츠키오카 요시토시 그림 / 메이지 시대)

아다치 치요노(일본어: 安達 千代野/千代能 あだち ちよの[*], 생년 미상 - 에이닌 6년 (1298년)?)는 가마쿠라 시대 중기의 아다치 일족 여성이다. 아다치 야스모리의 딸이다. 호죠 아키토키의 후실이다. 법명은 여대선사무착(如大禅師無着)이다. 이름은 『아사바본 호죠씨계도(浅羽本北条氏系図)』에 의한다.

## 개략
아버지 야스모리와 아다치 일족은 시모츠키 소동으로 멸망하고, 남편 아키토키는 소동에 연좌되어 실각하여 시모츠케국에 칩거하는 신세가 되었다. 치요노는 출가하여 무가쿠 소겐의 곁에서 제자가 되어 법명 무챠쿠로 칭했다.
『불광국사어록(仏光国師語録)』에 따르면, "엣츄 타이슈 부인" (치요노)가 무가쿠 소겐에게 석가상과 요엄경을 구한 기록이 있다. 교토 마츠키지마에 시쥬인을 창건하였다. 남송 시대 초, 무착묘총이라는 비구니가 자수사를 세운 고사가 있어, 무챠쿠나 시쥬인의 이름은 여기에 따온 것으로 간주된다.
아키토키와 치요노의 딸 (샤카토도노)은 아시카가 사다우지의 정실이 되어, 적자 아시카가 타카요시를 낳았다.
또한, 같은 무가쿠 소겐의 제자로, 교토 케이아이지 개산이 된 무가이 뇨다이 (별호 : 무챠쿠, 조오 2년 (1223년) - 에이닌 6년 (1298년))는 야스모리보다 출생이 빠르고, 아키토키보다 25세 연상으로 나이가 맞지 않기 때문에, 치요노가 아닌 우에스기씨의 관계자로 아시카가씨와의 관련 때문에 치요노와 혼동된 것으로 보인다.
가마쿠라의 카이조지 옆에, 출가한 치요노가 깨달음을 얻었다는 "저탈의 우물"이 있다.

## 같이 보기
- 신뇨지
- 시쥬인